# Diócesis de Itumbiara
La diócesis de Itumbiara (en latín: Dioecesis Itumbiarensis y en portugués: Diocese de Itumbiara) es una circunscripción eclesiástica de la Iglesia católica en Brasil. Se trata de una diócesis latina, sufragánea de la arquidiócesis de Goiânia, que tiene al obispo Fernando Antônio Brochini, C.S.S. como su ordinario desde el 15 de octubre de 2014.

## Territorio y organización
La diócesis tiene 21 151 km² y extiende su jurisdicción sobre los fieles católicos de rito latino residentes en 17 municipios del estado de Goiás: Itumbiara, Água Limpa, Bom Jesus de Goiás, Buriti Alegre, Cachoeira Dourada, Cromínia, Edéia, Goiatuba, Inaciolândia, Joviânia, Morrinhos, Panamá, Piracanjuba, Pontalina, Porteirão, Professor Jamil y Vicentinópolis.
La sede de la diócesis se encuentra en la ciudad de Itumbiara, en donde se halla la Catedral de Santa Rita de Casia.
En 2019 en la diócesis existían 26 parroquias.

## Historia
La diócesis fue erigida el 11 de octubre de 1966 con la bula De animarum utilitate del papa Pablo VI, obteniendo el territorio de la arquidiócesis de Goiânia.

## Estadísticas
De acuerdo al Anuario Pontificio 2020 la diócesis tenía a fines de 2019 un total de 234 170 fieles bautizados.
| Año                                                                             | Población            | Población | Población      | Sacerdotes | Sacerdotes    | Sacerdotes    | Bautizados por sacerdote | Diáconos permanentes | Religiosos | Religiosos | Parroquias |
| Año                                                                             | Bautizados católicos | Total     | % de católicos | Total      | Clero secular | Clero regular | Bautizados por sacerdote | Diáconos permanentes | Varones    | Mujeres    | Parroquias |
| ------------------------------------------------------------------------------- | -------------------- | --------- | -------------- | ---------- | ------------- | ------------- | ------------------------ | -------------------- | ---------- | ---------- | ---------- |
| 1966                                                                            | ?                    | 203 535   | ?              | 14         | 3             | 11            | ?                        |                      |            |            | 6          |
| 1970                                                                            | 236 000              | 260 000   | 90.8           | 20         | 4             | 16            | 11 800                   | 2                    | 17         | 30         | 8          |
| 1976                                                                            | 260 000              | 331 000   | 78.5           | 32         | 14            | 18            | 8125                     | 2                    | 24         | 44         | 16         |
| 1980                                                                            | 293 000              | 355 000   | 82.5           | 22         | 6             | 16            | 13 318                   | 1                    | 29         | 42         | 17         |
| 1990                                                                            | 366 000              | 413 000   | 88.6           | 20         | 10            | 10            | 18 300                   |                      | 11         | 42         | 19         |
| 1999                                                                            | 230 000              | 266 000   | 86.5           | 24         | 14            | 10            | 9583                     | 2                    | 10         | 13         | 22         |
| 2000                                                                            | 277 400              | 292 928   | 94.7           | 29         | 15            | 14            | 9565                     | 3                    | 14         | 23         | 22         |
| 2001                                                                            | 256 000              | 270 968   | 94.5           | 30         | 16            | 14            | 8533                     | 3                    | 14         | 19         | 22         |
| 2002                                                                            | 260 000              | 273 968   | 94.9           | 27         | 15            | 12            | 9629                     | 3                    | 12         | 24         | 22         |
| 2003                                                                            | 252 521              | 280 578   | 90.0           | 28         | 15            | 13            | 9018                     | 3                    | 17         | 25         | 22         |
| 2004                                                                            | 221 038              | 283 383   | 78.0           | 27         | 14            | 13            | 8186                     | 3                    | 17         | 24         | 22         |
| 2006                                                                            | 216 000              | 288 000   | 75.0           | 26         | 16            | 10            | 8307                     | 3                    | 11         | 27         | 22         |
| 2013                                                                            | 244 000              | 313 000   | 78.0           | 28         | 17            | 11            | 8714                     | 2                    | 11         | 15         | 25         |
| 2016                                                                            | 230 661              | 320 363   | 72.0           | 30         | 17            | 13            | 7688                     | 3                    | 14         | 10         | 25         |
| 2019                                                                            | 234 170              | 325 512   | 71.9           | 30         | 16            | 14            | 7805                     | 15                   | 14         | 6          | 26         |
| Fuente: Catholic-Hierarchy, que a su vez toma los datos del Anuario Pontificio. |                      |           |                |            |               |               |                          |                      |            |            |            |

## Episcopologio
- José Francisco Versiani Velloso † (27 de octubre de 1966-17 de mayo de 1972 falleció)
- José de Lima † (13 de abril de 1973-7 de junio de 1981 nombrado obispo de Sete Lagoas)
- José Belvino do Nascimento † (27 de junio de 1981-6 de febrero de 1987 nombrado obispo coadjutor de Patos de Minas)
- José Carlos Castanho de Almeida † (5 de septiembre de 1987-23 de marzo de 1994 nombrado obispo de Araçatuba)
- Celso Pereira de Almeida, O.P. † (25 de enero de 1995-6 de mayo de 1998 renunció)
- Antônio Lino da Silva Dinis † (24 de febrero de 1999-1 de diciembre de 2013 falleció)
- Fernando Antônio Brochini, C.S.S., desde el 15 de octubre de 2014